# 152-мм гаубиця-гармата зразка 1937 року (МЛ-20)
152-мм гаубиця-гармата зразка 1937 року (заводський індекс: МЛ-20, індекс ГАУ: 52-Г-544А) — радянська гаубиця-гармата періоду Другої світової війни. Ця гармата серійно випускалася з 1937 по 1946 рік, всього виготовлено 6884 зразків. 
Нею також були озброєні найпотужніші радянські самохідні артилерійські установки, розроблені протягом німецько-радянської війни: СУ-152 та ІСУ-152.

## Історія

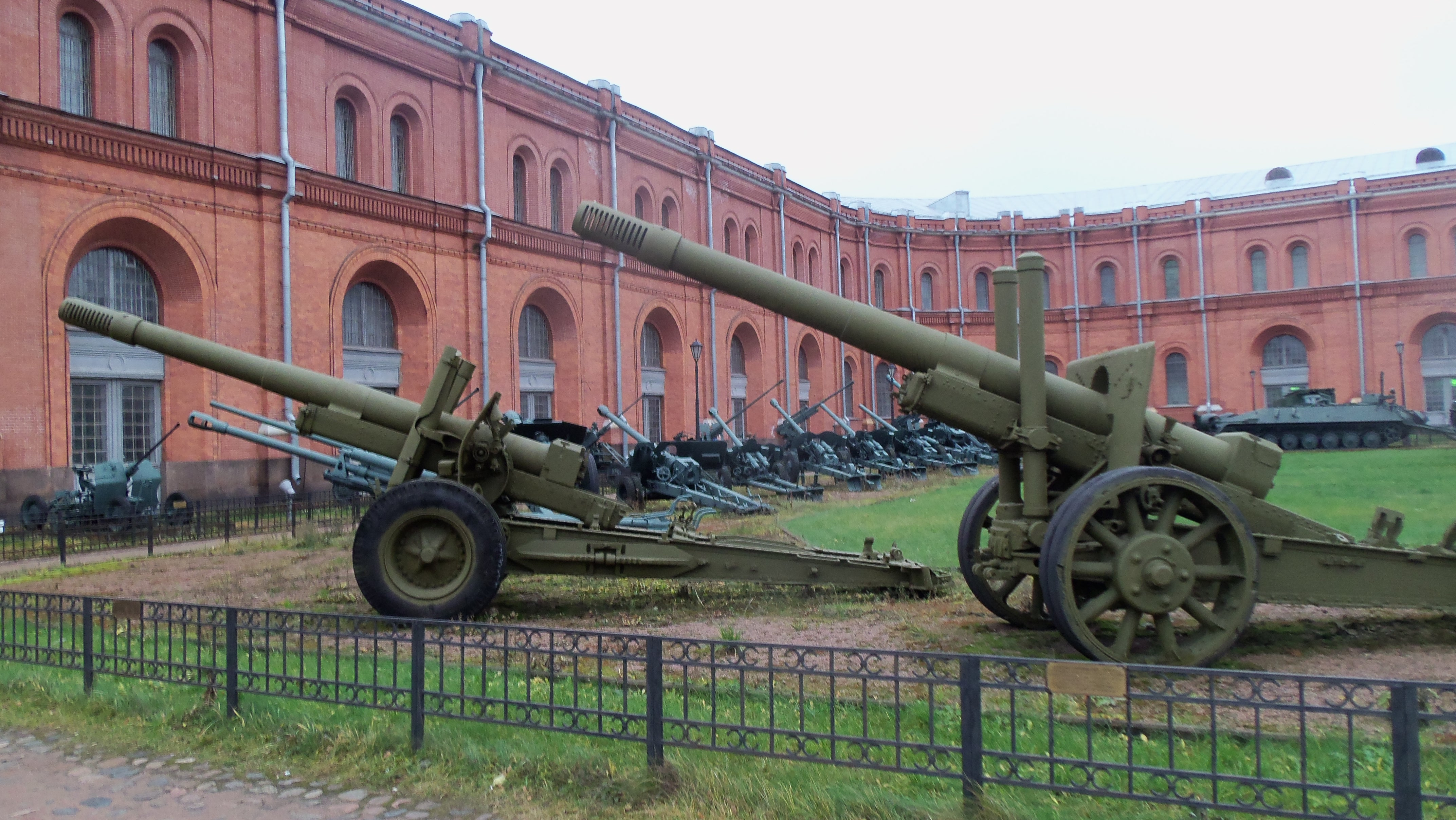
152-мм гармати: зразка 1910/34 (передній план) та зразка 1937 (другий план)

З важких артилерійських систем корпусної ланки РСЧА отримала від російської армії 152-мм облогові гармати зразка 1910 року. Ця гармата була спроєктована французькою фірмою Schneider для Російської імперії та використовувалась у Першій світовій та Громадянській війнах, після чого її виготовляли вже радянські заводи. До 1930-х років ця гармата явно застаріла й зазнала двох модернізацій — у 1930 й 1934 роках (152-мм гармата зразка 1910/34 років). Модернізації суттєво покращили характеристики, однак вона все ще мала суттєві недоліки: 1) відсутність підресорення передка, яка обмежувала швидкість везення до 18—20 км/год по шосе, 2) ручне вимикання підресорення, яке займало 2—3 хвилини, 3) складність лиття верхнього станка, 4) суміщення підіймального та зрівноважувального механізмів в одній системі, що призводило до дуже низької швидкості підіймання ствола. Навіть максимальний кут підвищення був малим, до +45°. Станом на 1936 рік РСЧА налічувала 152 гармати зразка 1910/30 та 14 гармат зразка 1910/34 років.
У 1935—1936 роках конструкторське бюро (КБ) заводу № 172 намагалося продовжити модернізацію гармати, проте Артилерійське управління РСЧА (АУ) назвало модернізацію «хибним шляхом», внаслідок чого розпочалось проєктування нової гармати. Дві конструкторські групи заводу № 172 почали розробку двох артилерійських систем з заводськими індексами МЛ-15 та МЛ-20. МЛ-15 розроблялась за замовленням з АУ, а проєктування МЛ-20 відбувалось в ініціативному порядку під керівництвом відомого радянського конструктора Федора Петрова.

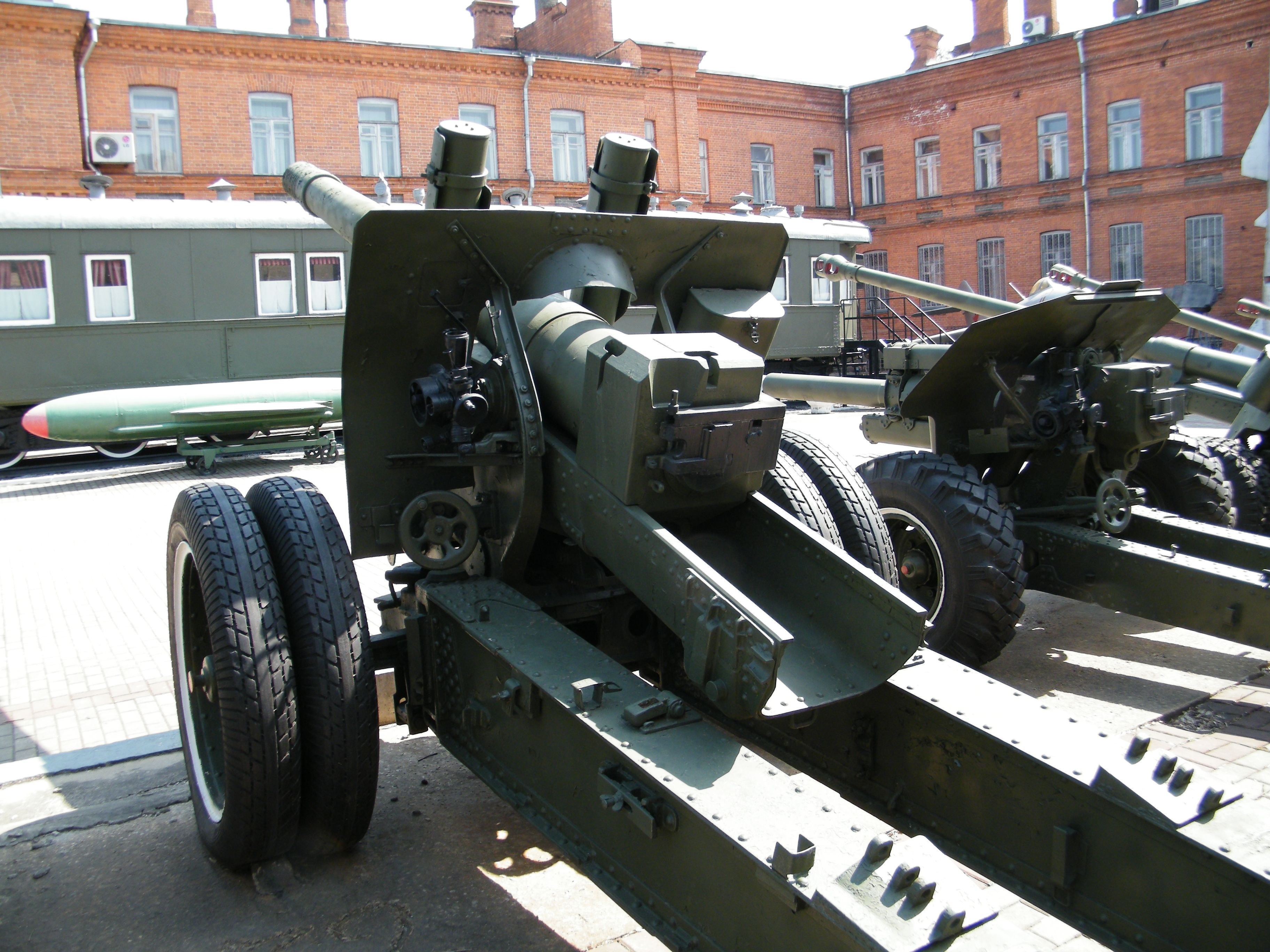
Казенна частина гармати

Обидві гармати мали численні запозичення від гармати зразка 1910/34 років: ствол і затвор узято без змін, люлька та противідкотні пристрої зазнали мінімальних змін. Верхній станок гармати зразка 1934 та МЛ-20 литі, а в МЛ-15 він був клепаний, принципово іншої конструкції. Станини та ходову частину МЛ-20 успадкувала від гармати-попередниці (в тому числі й ручне вимкнення підресорення), тоді як МЛ-15 отримала нові системи з автоматичним вимкненням підресорення при розсуванні станин. Попри значну уніфікацію МЛ-20 з гарматою зразка 1934, вона отримала й низку нововведень: нові підіймальний і зрівноважувальний механізми (що виправило одну з головних проблем попередньої гармати), прицільні прилади, механізм зміни довжини відкоту залежно від кута підвищення, механізм увімкнення/вимкнення підресорення.
На початку 1936 року був готовий перший зразок МЛ-15, спрямований на полігонні випробування у квітні того ж року. Результати випробувань було визнано незадовільними, АУ замовило два допрацьовані зразки. Протягом лютого — травня 1937 року МЛ-15 проходила нові випробування відстрілом 113 боєприпасів і везенням зі швидкістю 35—40 км/год. Випробування відбулись без зауважень, але їх було несподівано перервано наказом з АУ. Єдиний збережений зразок МЛ-15 нині перебуває в Музеї Збройних сил Республіки Казахстан в Алмати.
МЛ-20 вийшла на полігонні випробування 25 грудня 1936, а наступного року — на військовий полігон. На полігонних випробуваннях гармата здійснила 479 пострілів і пройшла об'їзд у 1510 кілометрів. За підсумками цих випробувань МЛ-20 отримала нові дискові колеса, бронещит за зразком МЛ-15 та деякі інші зміни. 22 вересня 1937 року МЛ-20 було прийнято на озброєння під офіційною назвою «152-мм гаубиця-гармата зразка 1937 року».
МЛ-15 мала явні переваги перед МЛ-20, як менша маса, вища швидкість везення тощо, тому причини вибору саме МЛ-20, менше зміненої відносно гармати зразка 1934 року, не до кінця зрозумілі. За словами дослідника артилерії Олександра Широкорада, єдиним зауваженням щодо МЛ-15 було «багато нових деталей». Дослідник Віктор Шунков стверджував, що вибір було через прагнення зберегти найкращі вузли попередньої гармати, для яких завод мав технологічне оснащення. Все ж таки, МЛ-15 була складнішою та дорожчою; конструктор МЛ-20 Федір Петров вважав, що при розробці МЛ-15 не врахували вже готових напрацювань гармати зразка 1934, тому опанування її виробництва зайняло б занадто багато часу.
Вплинули також і сталінські репресії: впродовж 1936 і 1937 було заарештовано й допитано основних конструкторів МЛ-15, Бориса Бергера та Олександра Плоскирева, яким привиняли «шкідництво» і «контрреволюційну діяльність». Пізніше обидва конструктори загинули в ув'язненні.
Лафет МЛ-20 був визнаний нормалізованим і отримав індекс ГАУ 52-Л-504А, на його основі було створено 122-мм корпусну гармату зразка 1931/37 років (А-19) шляхом накладання ствола 122-мм гармати зразка 1931 року; на цьому лафеті також проводили випробування інших артилерійських систем. Використання отримали й інші вузли гармати: так, 152-мм гаубицю зразка 1943 року (Д-1)  було створено шляхом поєднання ствола М-10, затвора МЛ-20 і лафета М-30.
Для заміни 122-мм А-19 та 152-мм МЛ-20 розробили низку систем. З 1945 року створювали та випробували такі дуплекси: 130-мм гармата С-69 та 152-мм гаубиця С-69-1 (не пішли в серію), 130-мм гармата М-46 та 152-мм гармата М-47, 122-мм гармата Д-74 та 152-мм гармата-гаубиця Д-20.

## Опис

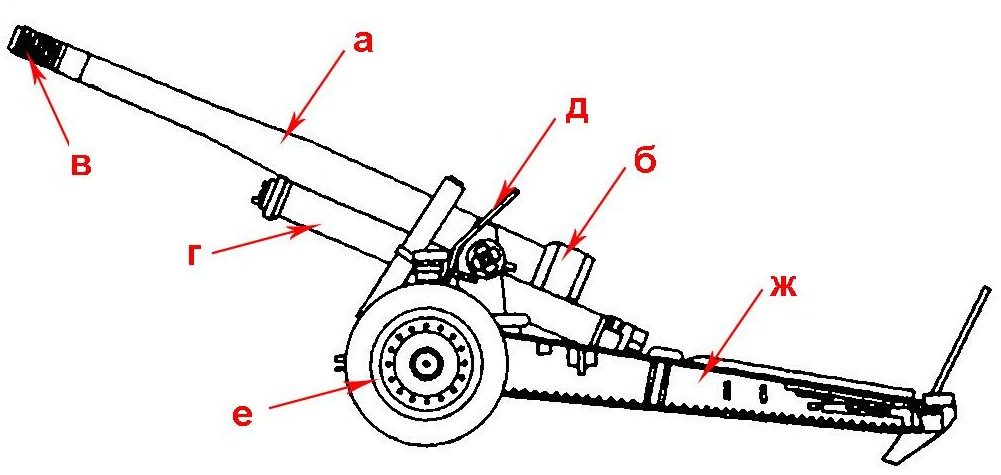
Схема 152-мм гаубиці-гармати зр. 1937 року (МЛ-20): а — ствол; б — казенник с затвором; в — дулове гальмо; г — противідкатний пристрій; д — щитовое прикриття; е — колісний хід; ж — станини

### Ведення вогню
МЛ-20 була гаубицею-гарматою, тобто артилерійською системою, гаубичні властивості якої переважають над гарматними. Система могла використовуватися і як гаубиця, що стріляє за навісною траєкторією з відносно невеликою швидкістю снаряда, і як гармата з настильною траєкторією й високою швидкістю снаряда.
Це було можливим завдяки поєднанню різних кутів піднесення та вибором одного із тринадцяти метальних зарядів, потужність яких задавала початкову швидкість. Гармата могла вести вогонь різними типами гаубичних і гарматних 152-мм боєприпасів, значною мірою уніфікованими з 152-мм облогова гармата зразка 1910 року та 152-мм гармата зразка 1910/34 років, гаубицею Д-1 та гарматою-гаубицею Д-20. Номенклатура боєприпасів містила уламково-фугасні, фугасні, бронебійні, кумулятивні, освітлювальні, хімічні та інші.

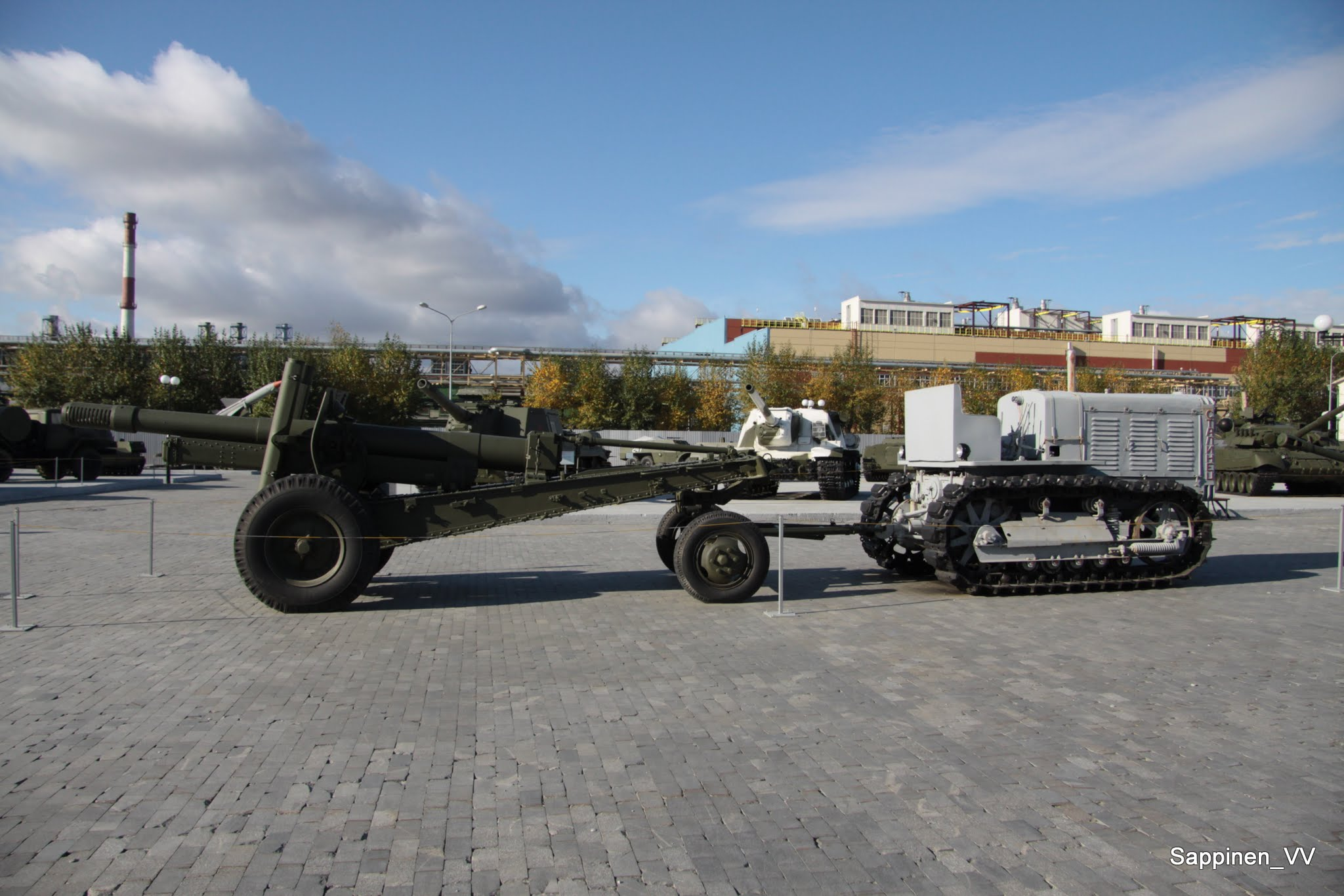
Гармата в похідному положенні, причеплена до трактора С-65 «Сталінець»

### Конструкція
- Ствол випускався у двох різновидах: скріплений та моноблок. Скріплений ствол складався з вільної труби, кожуха й казенника, заднього й переднього зачепів. У ствола-моноблока затвор нагвинчувався прямо на трубу. Ствол мав дулове гальмо.[13]
- Затвор був поршневим, який відкривався поворотом ручки. Заряджання роздільно-гільзове.[13] Був наявний механізм примусової екстракції стріляної гільзи при відкриванні після пострілу та запобіжник, який замикав затвор після заряджання, аж до пострілу. Якщо з будь-якиї причин знадобилося розрядити гармату, необхідно було спочатку перемкнути запобіжник і дозволити відкривання затвора. Для запобігання випаданню гільзи при великих кутах піднесення казенник оснащений механізмом утримання гільзи. Гармата мала механізм взаємної замкнутості, який запобігав відкриванню затвора, якщо ствол не був надійно з'єднаний із противідкотними пристроями.[4]
- Прицільні пристрої були представлені телескопічним прицілом для стрільби прямим наведенням і артилерійською панорамою для стрільби із закритих позицій.[4]
- Противідкотні пристрої складались з гідравлічного гальма відкоту, що заповнювалось 22-ма літрами веретенної оливи, та гідропневматичним накатником, що містив 22 літри стеолу.[13] Тиск у накатнику становив 45 атмосфер.
- Лафет з розсувними станинами мав урівноважувальний механізм і щитове прикриття. Колеса металеві Ч-16 з гумовими шинами (деякі ранні гармати мали колеса зі спицями від гармати зразка 1910/34 років), ресори пластинчасті.[13] Лафет МЛ-20 був визнаний нормалізованим, отримав позначення 52-Л-504А і був використаний для 122-мм гармати зразка 1931/37 року (А-19).
- Везення гармати зазвичай відбувалось на лафеті зі стволом у відтягнутому положенні та передком зі швидкістю до 20 км/год, але на невеликі відстані система могла перевозитися з невідтягнутим стволом зі швидкістю 4-5 км/год. Час переходу з похідного стану до бойового становив 8-10 хвилин.[13] Для транспортування МЛ-20 використовувалися важкі гусеничні артилерійські тягачі «Ворошиловець» та «Комінтерн», які виготовляв Харківський паровозобудівний завод[11]. Гарматний візок передбачався для знімання ствола з лафета, однак допускав і перевезення ствола окремо від лафета. На 12 гармат надавався один візок.[13]

## Виробництво
Виробництво МЛ-20 відбувалось тільки на заводі № 172 в Мотовилисі з 1937 по 1946 рік, всього виготовлено 6884 гармати. Крім випуску причіпних гармат, було випущено близько 4000 гарматних установок МЛ-20С для монтажу на самохідно-артилерійських установках (САУ) СУ-152 і ІСУ-152 (всього було побудовано 2825 САУ ІСУ-152 і 670 САУ СУ-152).
| Виробництво МЛ-20 |      |      |      |      |      |      |      |      |      |      |         |
|                   | 1937 | 1938 | 1939 | 1940 | 1941 | 1942 | 1943 | 1944 | 1945 | 1946 | Всього: |
| План              | 150  | 600  | 740  | 900  | -    | 1960 | 1160 | 285  | 325  | 15   |         |
| Факт              | 148  | 500  | 567  | 901  | 1342 | 1716 | 1095 | 275  | 325  | 15   | 6884    |

| 1-е півріччя | 7   | 8   | 9   | 10  | 11  | 12  | Всього: |
| ------------ | --- | --- | --- | --- | --- | --- | ------- |
| 497          | 128 | 141 | 150 | 155 | 151 | 120 | 1342    |

Крім причіпних гармат, також виготовляли гармати МЛ-20С для самохідних установок СУ-152 та ІСУ-152. Всього їх було виготовлено близько 4000: 670 для СУ-152 та 3242 для ІСУ-152.

## Бойове застосування

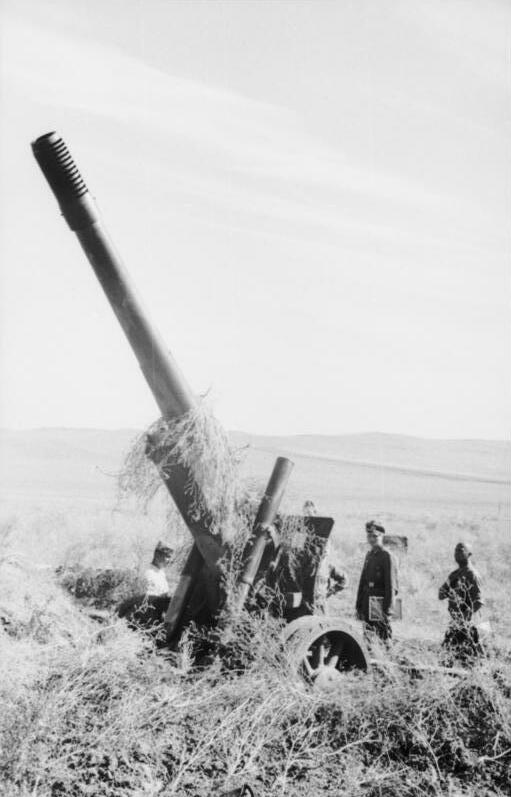
Гаубична стрільба

МЛ-20 використовувалася для стрільби як прямим наведенням, так і з закритих позицій по окопаній і відкрито розташованій живій силі противника, артилерії, фортифікаціям та загородженням, важливим об'єктам у ближньому тилу. При встановленні підривника на уламкову дію, уламково-фугасний боєприпас ОФ-540 масою 43,56 кг завдавав ураження уламками по фронту на 40 м і в глибину до 8 м.
Вперше МЛ-20 у невеликих кількостях була застосована під час боїв на річці Халхин-Гол без зафіксованих втрат. Пізніше гармати активно використовувалися в радянсько-фінській війні, де їх успішно застосовували для руйнування укріплень лінії Маннергейма: для руйнування ДОТа потрібно було 3-4 влучання 152-мм снарядів.
МЛ-20 брала участь в усіх великих операціях німецько-радянської війни. Станом на 22 червня 1942 року РСЧА налічувала 2610 гармат цього типу, але значною мірою корпусна артилерія лишалась у таборах і місцях постійної дислокації замість прикриття військ. На початкових етапах уся корпусна артилерія зазнала величезних втрат (до 60%) з багатьох причин, зокрема, через погану організацію, неукомплектованість засобами тяги, брак засобів комунікації, недостатню підготовку особового складу та слабке прикриття зенітними гарматами. Також через брак протитанкових засобів корпусні гармати були змушені вести вогонь по техніці з відкритих позицій прямим наведенням, що призводило до втрат. Зрештою, важкі втрати й призвели до розформування корпусної артилерії.
Відзначали також низький рівень комунікації артилерії з піхотою, брак розвідки та авіаційного коригування, що зменшувало ефективність застосування корпусної артилерії, хоча переваги МЛ-20 дозволяли вести ефективну контрбатарейну боротьбу в битві за Ленінград, загалом ефективна організація артилерії була присутня в битві за Одесу.
Також відома участь гармати у Курській битві, де крім основних задач вона виконувала також невластиву для неї роль протитанкової гармати, виявившись одним з небагатьох засобів, здатних ефективно боротися з новими важкоброньованими німецькими танками та самохідними артилерійськими установками. За 1941 рік було втрачено 2058 гармат із наявних 3123.
Гармата була здатна завдавати ударів по німецьких батареях з недосяжних для них відстаней. Наприклад, аналогічна німецька гаубиця 15 cm sFH 18 мала дальність до 13,3 км, що приблизно на 4,4 км менше за дальність МЛ-20. Але серед недоліків були невисока швидкість буксирування та велика маса, яка вимагала потужних тягачів.
Після закінчення війни МЛ-20 довго перебувала на озброєнні Радянської армії, передавалася або продавалася в інші країни для оснащення їхніх збройних сил, у складі яких брала участь у багатьох регіональних конфліктах (зокрема, в арабо-ізраїльському)[джерело?].

## Модифікації

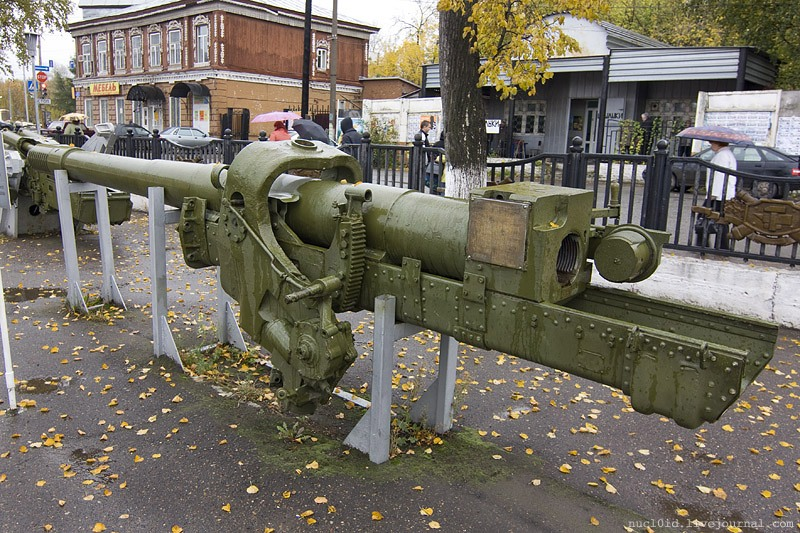
МЛ-20С

У процесі серійного виробництва конструкція не зазнавала суттєвих змін. Ствол випускався у двох варіантах: скріплений і моноблок (у деяких джерелах згадується і третій варіант, з вільною трубою). Ранні зразки також мали колеса зі спицями від 152-мм гармати зразка 1910/34 років.

### МЛ-20С
Для монтажу на САУ випускався варіант МЛ-20С (індекс ГАУ: 52-ПС-544С), у якого довжина нарізної частини ствола становила 3467,1 мм, а довжина ствола з дульним гальмом становила 4925 мм (32,3 калібри). Версія мала дещо змінені противідкотні пристрої та деякі інші зміни, необхідні для встановлення на САУ.
Цю гармату встановлювали на СУ-152 та ІСУ-152, а також на дослідну машину Об'єкт 704.

### Інші модифікації

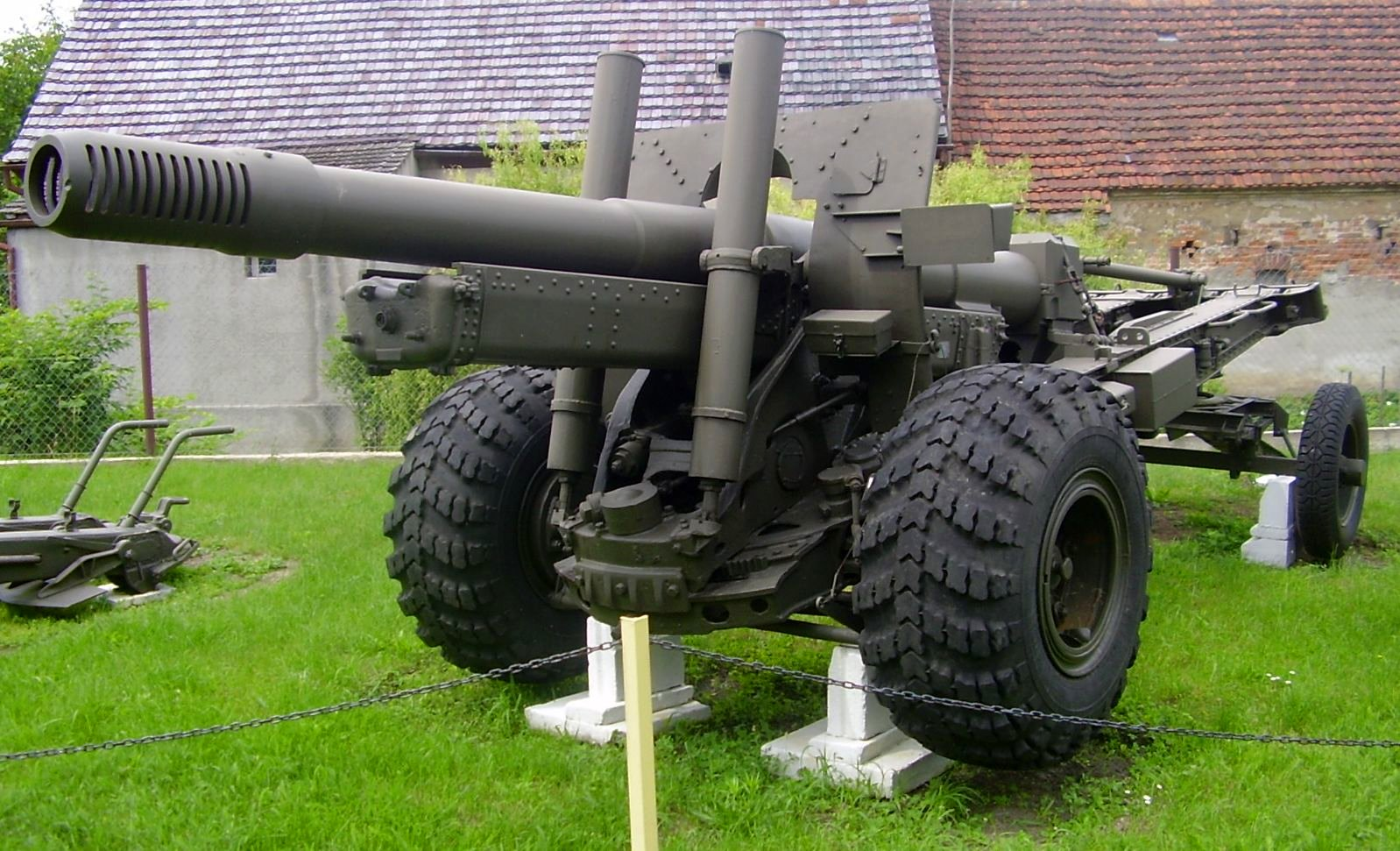
Польська Haubico-armata wz. 1937/85

- МЛ-20 з картузовим заряджанням. 1937 року АУ вирішило заради економії перевести гармати середнього калібру на картузове заряджання. У 1939 році було створено дослідний зразок МЛ-20 з таким заряджанням, випробування якого пройшли невдало. Економія на металі для гільз перекреслювалась повільнішим темпом вогню і розжаренням камори зброї, що відсутнє при роздільно-гільзовому заряджанні.[13]
- МЛ-20М. Модифікація для берегової артилерії Військово-морського флоту. Відрізнялася змінами в бронещиті, наявністю спеціальних приймальних приладів систем вертикального та горизонтального наведення тощо. Дослідна серія з трьох гармат була виготовлена в 1940 році, проте випробування гармат пройшли невдало, і на озброєння вони не приймалися. Виготовлені гармати було відправлено на фронт, де їх було втрачено.[17]

- МЛ-20СМ. Модернізована версія для самохідних артилерійських установок. За ідентичної з МЛ-20С балістики, ці гармати не мали дульного гальма. МЛ-20СМ була встановлена на дослідну САУ ІСУ-152 зразка 1945 року (Об'єкт 704) на базі важкого танка ІС-3, побудовану в єдиному екземплярі.[16]
- БЛ-29. Створена в ОКБ-172 (шарашка НКВС) в 1946 році, являла собою МЛ-20 з литим казенником і клиновим затвором.[13]
- МЛ-20-49 з колісним ходом лафета та передка за зразком 130-мм гармати М-46. В 1950 створений і випробуваний експериментальний зразок.[13]
- 152 mm Haubico-armata wz. 1937/85[прим. 5]. Польська модифікація 1980-х років з колесами від КрАЗ-255Б, який був основним тягачем гармати в польській армії. Також було встановлено нову світлотехніку, сумісну з дорожнім законодавством, нові гальма та низку дрібних покращень.[18]
- 152 H 37A. Фінська модифікація 1980-х років із новим обладнанням для буксирування, оновленими катафотами та пристроєм для вимірювання дульної швидкості[19].
- 152 H 88-37A. Фінська модифікація початку 1990-х років, розвиток 152 H 37A, з новим стволом довжиною 32 калібри.[19]

## Оператори

### Поточні
- Алжир: 20 одиниць МЛ-20 на озброєнні, станом на 2024[20].
- Куба: деяка кількість у складі сухопутних військ та берегової оборони, станом на 2024[21].
- Монголія:  деяка кількість на озброєнні, станом на 2024[22].
- Сирія: деяка кількість на озброєнні, станом на 2024[23].

### Статус невідомий
- Болгарія: деяка кількість, станом на 2007[24].
- КНДР: деяка кількість, станом на 2012[25].
- Лівія: деяка кількість, станом на 2012.
- Польща: 135 одиниць МЛ-20, станом на 2007 рік.[26]
- Росія: 100 одиниць МЛ-20 на зберіганні, станом на 2024[27].
- Румунія: 154 одиниці МЛ-20, станом на 2007 рік.
- Україна: 7 одиниць МЛ-20, станом на 2007 рік[28].

### Колишні
- СРСР: перейшли до держав, що утворилися після розпаду.
- Третій Рейх: кілька сотень МЛ-20 було захоплено вермахтом і використовувалося під час німецько-радянської війни під позначенням 15,2 cm KH.433/1(r).[19][11]
- Фінляндія: 37 гармат було захоплено в ході радянсько-фінської війни 1941—1944 років, 27 було закуплено в Німеччини 1944 року, протягом бойових дій втрачено щонайменше 10 одиниць. Мали позначення 152 H/37, 152 H 37 або 152 H 37-40 у різний час, після війни перебували в резерві й використовувались для тренування. Гармати пройшли кілька модернізацій та були списані 2007 року як застарілі.[19]

### СРСР
Початково МЛ-20 разом зі спорідненою 122-мм гарматою зразка 1931/37 років (А-19) належали до корпусної артилерії. Станом на 1939 рік корпусні артилерійські полки мали два варіанти штатів: 1) один дивізіон МЛ-20 (12 гаубиць-гармат: 3 батареї по 4 одиниці) та два дивізіони 122-мм або 107-мм гармат; 2) два дивізіони МЛ-20 (24 одиниці) та один дивізіон 203-мм гаубиць.
Упродовж 1939—1940 артилерійські полки мали такі варіанти штатів: 1) два дивізіони МЛ-20 (24 одиниці) та один дивізіон 122-мм або 107-мм гармат; 2) два дивізіони МЛ-20 (24 одиниці) та два дивізіони 122-мм або 107-мм гармат; 3) три дивізіони МЛ-20 (36 одиниць). До початку німецько-радянської війни РСЧА налічувала 20, 17 і 35 полків цих типів відповідно, всього гармат на озброєнні було 2610, за іншими даними — 3123.
Незабаром після початку Німецько-радянської війни корпусну артилерію було скасовано разом зі стрілецькими корпусами, тому станом на 1942 рік гаубиці-гармати перебували тільки у складі РГК. Знову вона була відроджена з 1943 року.
В 1943 на озброєння була прийнята 152-мм гаубиця Д-1, яка стала основою корпусної артилерії, а більш потужну і менш мобільну МЛ-20 остаточно перевели в артполки вищих організаційно-штатних одиниць — загальновійськових армій. Загальновійськова армія мала артилерійський полк із 18 одиницями МЛ-20. Гвардійська армія з початку 1945 мала у своєму складі артилерійську бригаду з 36 одиниць МЛ-20.
Крім стрілецьких та механізованих формувань МЛ-20, перебувала на озброєнні повністю артилерійських бригад і полків резерву Верховного Головного Командування (РВГК). Гарматний полк РВГК мав 24 одиниці МЛ-20. З 1943 року формувались артилерійські бригади РВГК, гарматна бригада мала 36 одиниць МЛ-20. Гарматні бригади РВГК могли входити до складу великих артилерійських з'єднань — артилерійських дивізій прориву і гарматних артилерійських дивізій.

### Подібні гармати
- Canon de 155 mm GPF[en]
- 15 cm sFH 18
- Cannone da 149/40 modello 35[en]
- 15 cm hrubá houfnice vzor 37[pl]
- M1 (155-мм гармата)[en]
- BL 5.5-inch medium gun[en]

### Інше
- 122-мм гармата зразка 1931/37 років (А-19)
- 152-мм гармата-гаубиця Д-20